# Energiekostenabrechnung
Energiekostenabrechnungen sind die Grundlage, um zum einen Energieflüsse an gelieferter Energie in Geldwert abzurechnen, zum anderen um Energie-bezogene Dienstleistungen monetär geltend zu machen. Die Zustellung einer Energiekostenabrechnung ist in vielen Fällen Folgewirkung und Ausfluss einer privatwirtschaftlichen Energieliefervertragsschließung, welche juristisch dem sogenannten „Energie-Contracting“ zuzurechnen ist, – zwischen einem regionalen Energieversorger einerseits und einem endverbrauchenden Kunden andererseits. Energielieferverträge, die Gegenstand von Energieliefervertragsschließungen in der Praxis sind, können sehr unterschiedlich ausgestaltet sein. Und auch die vertraglich vereinbarten Leistungen können, abhängig vom Kundenbedarf, stark voneinander differieren.
Einkäufe/Verbräuche werden messtechnisch erfasst in Kilowattstunden (kWh), z. B. für Strom und Wärme (Heizkostenabrechnung); Volumen in m³, z. B. für Erdgas; Volumen in Litern, z. B. Heizöl und Flüssiggas, das auch in kg erfasst wird. Zu allen Einheiten besteht ein Einheits-Verbrauchspreis, zusätzlich werden Bereitstellung, Lieferung, Messung und Spitzenlasten berechnet. Energietarife sind von der Bundesnetzagentur geprüft, dort können auch Beschwerden eingereicht werden.
Die einzelnen Faktoren werden auf den regelmäßig erstellten Energiekostenabrechnungen aufgeführt. Im Strompreis kann die Blindarbeit kostenpflichtig hinzugerechnet sein. Im Strom- und Erdgaspreis sind Durchleitungskosten und Konzessionsabgaben enthalten.
In den Energiekostenabrechnungen ist ersichtlich, welche Menge in einem Abrechnungszeitraum verbraucht wurde und in welcher Höhe der maximale Bezug lag.

## Verbrauchsabrechnungen, die auf Lastgangmessungen basieren
Bei lastganggemessenen Abnehmern wird die Spitzenlast als maximale Bereitstellung berechnet.
Für Verbraucher, die Eigenstrom produzieren (Photovoltaik, BHKW, Wasserkraft, ORC oder andere) wird in der Energiekostenabrechnung auch erfasst, wie viel Leistung erzeugt wird und an Überschuss in das Stromnetz eingespeist wurde. Hier werden Gutschriften erstellt, verrechnet oder ausgezahlt.
Lastgangabgerechnete Verbraucher können auf Anfrage ein Lastgangprotokoll bei ihrem Lieferanten abrufen. Sie erhalten eine Zahlenkolonne, die Messwerte in jeweils 15-Minuten-Takten enthalten.
Bei Auswertung dieser Zahlenkolonnen kann der Verbraucher erkennen, zu welchem Zeitpunkt sein Bezug am Höchsten war. Dies ist der Zeitpunkt, an dem die höchsten Kosten entstehen, da ab diesem Zeitpunkt des höchsten Bezugspunkts die Bereitstellungskosten bis zum Ablauf des festgelegten Berechnungszeitraums festgelegt werden.
Bei Auswertung des Lastgangprotokolls und Reduzierung dieser Leistungsspitze kann der Verbraucher einen erheblichen Anteil seiner Energiekosten einsparen.